# Paul Nurse
Paul Maxime Nurse PRS (Wembley, 25 de janeiro de 1949) é um bioquímico britânico. Foi agraciado com o Nobel de Fisiologia ou Medicina de 2001. Foi eleito membro da Royal Society em 1989. Foi presidente da Royal Society, de 2010 a 2015.

## Carreira e pesquisa
Paul Nurse continuou sua pesquisa de pós-doutorado no laboratório de Murdoch Mitchison na Universidade de Edimburgo pelos próximos seis anos (1973–1979).
Começando em 1976, Nurse identificou o gene cdc2 na levedura de fissão (Schizosaccharomyces pombe). Este gene controla a progressão do ciclo celular da fase G1 para a fase S e a transição da fase G2 para a mitose. Em 1987, Nurse identificou o gene homólogo em humanos, Cdk1, que codifica uma quinase dependente de ciclina.
Trabalhando na fissão da levedura, Paul Nurse identificou o gene cdc2, que controla a transição de G1 para S, quando a célula cresce na preparação para a duplicação do DNA, e de G2 para M, quando a célula se divide. Com sua pós-doutorado Melanie Lee, Nurse também encontrou o gene correspondente, CDK1, em humanos. Esses genes param e iniciam a quinase dependente de ciclina (CDK) pela adição ou remoção de grupos fosfato.
Em 1984, Paul Nurse ingressou no Imperial Cancer Research Fund (ICRF, agora Cancer Research UK ). Ele saiu em 1988 para presidir o departamento de microbiologia da Universidade de Oxford. Ele então retornou ao ICRF como Diretor de Pesquisa em 1993, e em 1996 foi nomeado Diretor Geral do ICRF, que se tornou Cancer Research UK em 2002. Em 2003, ele se tornou presidente da Rockefeller University na cidade de Nova York onde continuou a trabalhar no ciclo celular da levedura de fissão. Em 2011, Paul Nurse se tornou a primeira diretora e executiva-chefe do Centro de Pesquisa Médica e Inovação do Reino Unido, agora Instituto Francis Crick.
Em 30 de novembro de 2010, Paul Nurse sucedeu o astrofísico Martin Rees por um mandato de cinco anos como presidente da Royal Society até 2015.

Paul Nurse disse que bons cientistas devem ter paixão "para saber as respostas às perguntas" que os interessam, junto com boa habilidade técnica e um conjunto de atitudes que incluem honestidade mental, autocrítica, mente aberta e ceticismo.